# Star Wars Transformers
Star Wars Transformers — серия игрушек, выпускаемая с января 2006 года компанией «Hasbro». Игрушки представляют собой персонажей «Звёздных войн» в форме робота, трансформирующихся в определённый транспорт из кинофраншизы (а именно — в тот транспорт, которым когда-то либо управлял тот или иной персонаж). Наборы содержат фигурку персонажа, которая пилотирует робота; помимо этого, на коробке печатаются биографии героев, описывающие их происхождение. Журнал FamilyFun дал этой серии игрушек девятое место в списке лучших игрушек 2006 года.